# Lienardia multicolor
Lienardia multicolor is een slakkensoort uit de familie van de Clathurellidae. De wetenschappelijke naam van de soort is voor het eerst geldig gepubliceerd in 2011 door Fedosov.